# Nederland op de Olympische Winterspelen 1992
Tijdens de Olympische Winterspelen van 1992 die in Albertville, Frankrijk werden gehouden nam Nederland voor de veertiende keer deel. Negentien olympiërs namen in twee takken van sport deel, veertien bij het schaatsen en vijf bij het shorttrack dat voor het eerst op het olympische programma stond. Voor Yvonne van Gennip was het haar derde deelname, Christine Aaftink, Leo Visser en Robert Vunderink namen voor de tweede keer deel, de overige vijftien waren debutanten. De Chef de mission voor deze spelen was Ard Schenk. Er werden vier medailles gewonnen.

## Medailleoverzicht
| Sport     | Olympiër       | Discipline   | Medaille |
| --------- | -------------- | ------------ | -------- |
| Schaatsen | Bart Veldkamp  | 10.000 m (m) | Goud     |
| Schaatsen | Falko Zandstra | 5000 m (m)   | Zilver   |
| Schaatsen | Leo Visser     | 5000 m (m)   | Brons    |
| Schaatsen | Leo Visser     | 1500 m (m)   | Brons    |

## Deelnemers en resultaten
(m) = mannen, (v) = vrouwen 

### Schaatsen
| Olympiër (deelname) | Discipline   | Resultaat | Prestatie         |
| ------------------- | ------------ | --------- | ----------------- |
| Thomas Bos          | 10.000 m (m) | 11e       | 14.40,13 (+28,01) |
| Arie Loef           | 500 m (m)    | 29e       | 38,61 (+1,47)     |
| Arie Loef           | 1000 m (m)   | 14e       | 1.16,18 (+1,33)   |
| Rintje Ritsma       | 500 m (m)    | 27e       | 38,51 (+1,37)     |
| Rintje Ritsma       | 1000 m (m)   | 12e       | 1.15,96 (+1,11)   |
| Rintje Ritsma       | 1500 m (m)   | 4e        | 1.55,70 (+0,89)   |
| Gerard van Velde    | 500 m (m)    | 5e        | 37,49 (+0,35)     |
| Gerard van Velde    | 1000 m (m)   | 4e        | 1.14,93 (+0,08)   |
| Bart Veldkamp       | 1500 m (m)   | 5e        | 1.56,33 (+1,52)   |
| Bart Veldkamp       | 5000 m (m)   | 5e        | 7.08,00 (+8,03)   |
| Bart Veldkamp       | 10.000 m (m) | Goud      | 14.12,12          |
| Leo Visser          | 1500 m (m)   | Brons     | 1.54,90 (+0,09)   |
| Leo Visser          | 5000 m (m)   | Brons     | 7.04,96 (+4,99)   |
| Robert Vunderink    | 10.000 m (m) | 4e        | 14.22,92 (+10,80) |
| Falko Zandstra      | 1000 m (m)   | 10e       | 1.15,57 (+0,72)   |
| Falko Zandstra      | 1500 m (m)   | 7e        | 1.56,96 (+2,15)   |
| Falko Zandstra      | 5000 m (m)   | Zilver    | 7.02,28 (+2,31)   |
|                     |              |           |                   |
| Christine Aaftink   | 500 m (v)    | 5e        | 40,66 (+0,33)     |
| Christine Aaftink   | 1000 m (v)   | 4e        | 1.22,60 (+0,70)   |
| Yvonne van Gennip   | 1500 m (v)   | dnf       | opgave            |
| Yvonne van Gennip   | 3000 m (v)   | 6e        | 4.28,10 (+8,20)   |
| Herma Meijer        | 500 m (v)    | 11e       | 41,31 (+0,98)     |
| Herma Meijer        | 1000 m (v)   | 12e       | 1.23,50 (+1,60)   |
| Lia van Schie       | 1500 m (v)   | 16e       | 2.09,70 (+3,83)   |
| Lia van Schie       | 3000 m (v)   | 9e        | 4.30,57 (+10,67)  |
| Lia van Schie       | 5000 m (v)   | 8e        | 7.46,94 (+15,37)  |
| Sandra Voetelink    | 500 m (v)    | dnf       | opgave            |
| Sandra Voetelink    | 1000 m (v)   | 16e       | 1.24,21 (+2,31)   |
| Sandra Voetelink    | 1500 m (v)   | 18e       | 2.10,31 (+4,44)   |
| Carla Zijlstra      | 1500 m (v)   | 9e        | 2.08,54 (+2,67)   |
| Carla Zijlstra      | 3000 m (v)   | 4e        | 4.27,18 (+7,28)   |
| Carla Zijlstra      | 5000 m (v)   | 4e        | 7.41,10 (+9,53)   |

### Shorttrack
| Olympiër                                                                            | Discipline           | Resultaat | Prestatie                                                           |
| ----------------------------------------------------------------------------------- | -------------------- | --------- | ------------------------------------------------------------------- |
| Mark Velzeboer                                                                      | 1000 m (m)           | 10e       | dnq, kf 3 (3e): 1.33,86, vr 4 (2e): 1.38,74                         |
|                                                                                     |                      |           |                                                                     |
| Monique Velzeboer                                                                   | 500 m (v)            | 4e        | Finale: 47,28, hf 2 (2e): 47,52, kf 4 (2e): 53,46, vr 8 (1e): 48,09 |
| Joëlle van Koetsveld van Ankeren                                                    | 500 m (v)            | 13e       | dnq, kf 2 (3e): 1.07,23, vr 1 (2e): 1.00,29                         |
| Simone Velzeboer                                                                    | 500 m (v)            | 25e       | dnq, vr 6 (4e): 55,43                                               |
| Monique Velzeboer Simone Velzeboer Joëlle van Koetsveld van Ankeren Priscilla Ernst | 3000 m aflossing (v) | 6e        | dnq, hf 1 (3e): 4.47,21                                             |

Algerije · Amerikaanse Maagdeneilanden · Andorra · Argentinië · Australië · België · Bermuda · Bolivia · Brazilië · Bulgarije · Canada · Chili · China · Chinees Taipei · Costa Rica · Cyprus · Denemarken · Duitsland · Estland · Filipijnen · Finland · Frankrijk · Gezamenlijk team · Griekenland · Groot-Brittannië · Honduras · Hongarije · Ierland · IJsland · India · Italië · Jamaica · Japan · Joegoslavië · Kroatië · Letland · Libanon · Liechtenstein · Litouwen · Luxemburg · Marokko · Mexico · Monaco · Mongolië · Nederland · Nederlandse Antillen · Nieuw-Zeeland · Noord-Korea · Noorwegen · Oostenrijk · Polen · Puerto Rico · Roemenië · San Marino · Senegal · Slovenië · Spanje · Swaziland · Tsjecho-Slowakije · Turkije · Verenigde Staten · Zuid-Korea · Zweden · Zwitserland